# Большой Овинец
Большой Овинец — деревня в Шекснинском районе Вологодской области.
Входит в состав сельского поселения Сиземского, с точки зрения административно-территориального деления — в Сиземский сельсовет.
Расстояние до районного центра Шексны по автодороге — 33,9 км, до центра муниципального образования Чаромского по прямой — 9 км. Ближайшие населённые пункты — Уварово, Киселево, Прядино, Зверинец, Копылово.
По переписи 2002 года население — 7 человек.